# NGC 3911
NGC 3911 (другие обозначения — UGC 6803, MCG 4-28-59, IRAS11475+2511, ZWG 127.64, VV 367, ARAK 327, PGC 36981) — спиральная галактика в созвездии Лев. Открыта Уильямом Гершелем в 1785 году.
Этот объект входит в число перечисленных в оригинальной редакции «Нового общего каталога». Существует путаница, связанная с NGC 3911 и NGC 3920. Более яркую NGC 3911 открыл Уильям Гершель, а позже, в 1832 году Джон Гершель наблюдал обе галактики, но из-за ошибки в прямых восхождениях он решил, что Уильям Гершель наблюдал NGC 3920, а NGC 3911 — его открытие. Из-за этого данная пара галактик в каталоге располагается в неправильном порядке по прямому восхождению, хотя в Новом общем каталоге галактики были пронумерованы по возрастанию прямого восхождения.